# Jindřich Donát z Velké Polomi

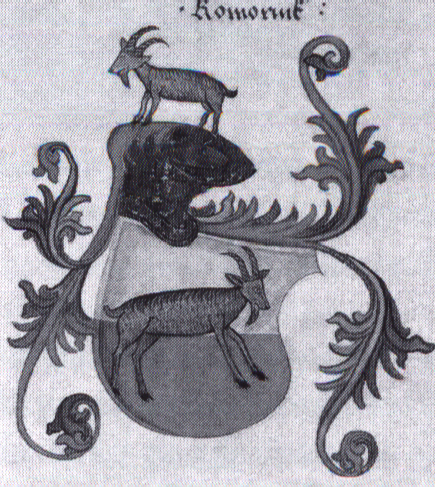
Jindřichův erb ze zemských desk knížectví opavského.

Jindřich Donát z Velké Polomi a na Nové Cerekvi (1440–1513) byl šlechtic, nejvyšší komorník Opavského knížectví z rodu Donátů.
Byl pánem Velké Polomi, vyženil si Novou Cerekvi. Dne 14. prosince 1486 prodal velkopolomský statek Osinským z Žitné.